# سبيركوييا (ميسينيا)
سبيركوييا (Σπερχόγεια) هي مدينة في ميسينيا في مقاطعة كينتريكي إلادا في اليونان.